# マインタワー
マインタワー (MAINTOWER) は、フランクフルト・アム・マイン中心部の超高層ビルである。
200メートル（アンテナ部を含めると240メートル）という高さはフランクフルト市内で4番目となる。地上56階、地下5階建てで2か所の有料展望台を持つ。また53階より上は建築家ベルント・メイが内装を担当したバーやレストランがある。
マインタワーには定員26人のエレベータが3機設置されているが、そのうち2機の速さは秒速7メートル（時速25.2キロメートル）で、ドイツ国内最速となっている。
マインタワーの建設は1996年から1999年にかけて、Hochtief AG や Philipp Holzmann AG などが参加した共同企業体である ARGE MAIN TOWER によって行われた。また、設計はハンブルクの Schweger + Partner が請け負った。低層部は従来のビルの外観を残すようなデザインとなった。建物内には、ヘッセン＝テューリンゲン州銀行 (Helaba)、Helaba-Invest、メリルリンチ、アルバレツ・アンド・マーサル、スタンダード&プアーズ、Cleary Gottlieb Steen & Hamilton LLP が入ったほか、2006年以降はオーストラリア総領事館やヘッセン州のテレビ・ラジオ局 Hessischen Rundfunk のスタジオも入居している。2001年からは "maintower" という日刊紙を発行しているほか、2005年4月からは毎週土曜日にロトくじの販売を実施している。
屋上には送信アンテナが設置されており、 hr-info や YOU FM をといったラジオ番組を発信している。
マインタワーのエントランスホールでは、ビル・ヴィオラのビデオ・アート "The World of Appearances" と、シュテファン・フーバーの壁面モザイク "Frankfurter Treppe / XX. Jahrhundert" が一般公開されている。

## 利用状況
- ヘッセン＝テューリンゲン州銀行 (Helaba) 本店
- メリルリンチ、ブラックロックのドイツ国内法人
- Hessischen Rundfunk の放送用スタジオ（53階）、hr-info の前身番組 hr-skyline を収録していた54階のスタジオ跡はVIPラウンジを備えたレストランに改装されている。
- 187メートルの高さから街を望める、一般客も利用できるレストラン (Maintower Restaurant & Bar) にはカクテル・ラウンジとカフェも設けられている。
- 198メートルの高さからフランクフルトの街を眺める屋外展望台

## 電波送信

### アナログラジオ（超短波）
| 周波数 (MHz) | 番組    | RDS PS   | 地域 | ERP (kW) | ラジエーション・パターン [ND]/ [D] | 偏光 水平 [H]/ 垂直 [V] |
| ------------ | ------- | -------- | ---- | -------- | ---------------------------------- | ----------------------- |
| 90.4         | You FM  | _YOU_FM_ | -    | 0.5      | D                                  | H                       |
| 103.9        | hr info | hr-info  | -    | 0.5      | D                                  | H                       |

以前は 103.9MHz では hr3 を、90.4MHz はライン＝マイン地域で hr4 を送信しており、いずれも 1kW で水平全方向に放射している。現在では 87.9MHz (0.1kW ND H) で hr2 を、97.6MHz (0.3kW D H) で Deutschlandfunk を送信している。
なお hr1、hr2、hr3、hr4 や民間放送の Hit Radio FFH と AFN Hessen-The Eagle はグローサー・フェルトベルクの中継局から送信されている。

### デジタル放送
デジタル放送 (DVB-T) はグローサー・フェルトベルク、Europaturm、ヴィースバーデン近くのヴルツェル山から単一周波数ネットワーク (SFN) で送信されている。